# Alcyonium southgeorgiense
Alcyonium southgeorgiense is een zacht koraal uit de familie Alcyoniidae. De wetenschappelijke naam werd in 1997 gepubliceerd door Casas, Ramil & van Ofwegen. 